# 維索克 (留波姆區)
51°14′54″N 24°17′57″E / 51.24833°N 24.29917°E
維索克（烏克蘭語：Високе），是烏克蘭的村落，位於該國西部沃倫州，由科韋利區負責管轄，面積0.42平方公里，海拔高度188米，2001年人口42，人口密度每平方公里100人。